# Valentina Bartolomasi
Valentina Bartolomasi (Modena, 1889 – Milano, 1932) è stata un soprano italiano la cui carriera operistica si estese dal 1910 al 1927.
Ha cantato nella registrazione di Andrea Chénier di Umberto Giordano nel ruolo di Maddalena de Coigny, di Tosca di Giacomo Puccini nel ruolo della protagonista e in Aida di Giuseppe Verdi nel ruolo del titolo. 

## Biografia
La Bartolomasi fece il suo debutto nel 1910. Cantò regolarmente al Teatro alla Scala tra il 1915 e il 1925. Fu impegnata al Teatro Petruzzelli di Bari dal 1920 al 1921. Nel 1923 fu scritturata dal Teatro Carlo Felice dove cantò Amelia in Un ballo in maschera e Santuzza in Cavalleria rusticana. In seguito vi tornò nel 1925 per cantare Elvira in Ernani. 
La carriera della Bartolomasi terminò prematuramente a causa di una malattia nel 1927. Trascorse gli ultimi anni della sua vita combattendo il cancro endometriale e morì nel 1932 a Milano. 
La Bartolomasi era la zia del soprano Mirella Freni. 